# Il congiuntivo
Il congiuntivo è un singolo del cantante e comico italiano Lorenzo Baglioni, pubblicato il 16 febbraio 2018 come terzo estratto dall'album Bella, Prof!.

## Descrizione
Il brano è stato portato in gara al Festival di Sanremo 2018, nella sezione Nuove Proposte, classificandosi al quarto posto. Il brano ha avuto molto successo grazie al suo scopo didattico e ed educativo adatto per i bambini delle elementari, medie e anche superiori. Inoltre, il brano ha visto anche la partecipazione di attori poco conosciuti come:Marina Giubelli e Federico Muti.

## Video musicale
Il video musicale è stato diretto dal regista e direttore David Becheri. Il video comincia con un uomo che, per fare una proposta di fidanzamento a una ragazza, scrive un biglietto a forma di cuore con scritto: "Se io starei con te sarei felice": La ragazza va via quasi disgustata dall'errore grammaticale sul biglietto e si rifugia dentro casa sua. L'uomo, rincorrendo la ragazza, cade a terra trovando un manuale della grammatica italiana. Infine, l'uomo scrive dei cartelloni con tutte le coniugazioni corrette, facendo felice la ragazza e concludendo la storia con un felice fidanzamento tra i due.